# Сантуарио Роке (Алесандрија)
Сантуарио Роке је насеље у Италији у округу Алесандрија, региону Пијемонт.
Према процени из 2011. у насељу је живело 80 становника. Насеље се налази на надморској висини од 226 м.